# Agent de pénétration
Pour les articles homonymes, voir Infiltration.
 (mars 2012).
Dans le renseignement ou la police, un agent de pénétration, ou agent d'infiltration, est un agent dont l'activité consiste à devenir membre de façon clandestine d'une organisation adverse, auxquelles il n'appartient pas initialement. Un journaliste peut également suivre la même méthode pour obtenir des informations de première main. Cette activité nécessitera parfois de choisir et développer une couverture adaptée.

## Dans la police

### En France
En France, ces procédures ont été légalisées dans le cadre de la répression du trafic de stupéfiants, notamment par la loi relative à la prévention de la délinquance (2007).
Les opérations de surveillance et d'infiltration pouvant être utilisées en vertu de l'article 706-73 du code de procédure pénale.
L'article 706-81 permet à l'agent de se faire passer pour un coauteur, un complice ou un receleur. Il faut l'autorisation soit du procureur de la République soit du juge d'instruction.
L'article 706-82 lui permet de faire usage d'une identité d'emprunt et excuse la commission de certaines infractions.
Elles sont encadrées car les actes accomplis ne doivent pas inciter à commettre une infraction à peine de nullité. L'opération est limitée dans le temps : 4 mois renouvelable une fois.
Ces opérations sont menées exclusivement par les policiers, gendarmes et douaniers du Service interministériel d'assistance technique (SIAT).

## Dans le journalisme
Le grand maître de l'infiltration était le journaliste Albert Londres qui publie notamment en 1925 un récit, Chez les fous, dans lequel il raconte avoir tenté de se faire interner à l'infirmerie spéciale du dépôt, ancien nom de l'infirmerie psychiatrique de la préfecture de police.
Implicitement, le terme pénétration décrit l'entrée clandestine dans une organisation fermée, hostile aux journalistes, ce qui distingue ce type d'expérience de celle où des journalistes vivent avec leurs sujets comme des femmes de ménage (Le Quai de Ouistreham (2010) de Florence Aubenas) ou d'autres travailleurs précaires (Et pourtant, je me suis levée tôt... (2008) d'Elsa Fayner).

## Dans la fiction

### Cinéma
- Donnie Brasco, un film américain réalisé par Mike Newell et sorti en 1997. Il s'appuie sur l'histoire vraie de Joseph D. Pistone, un agent du FBI ayant infiltré la famille Bonanno, une des cinq familles de la mafia new-yorkaise à la fin des années 1970.

## Cas documentés
Jacques Desoubrie, Henri Devillers, Prosper Dezitter sont des cas documentés d'agents d'infiltration (seconde guerre mondiale).

### Infiltration de journaliste
- L'Aviseur, Éditions Michel Lafon, 2003.
- Marc Fievet et Olivier-Jourdan Roulot, Dans la peau d'un narco, HUGOdoc, 2007.
- Valentin Gendrot, Flic. Un journaliste a infiltré la police, Éditions Goutte d'Or (témoignage en tant qu'adjoint de sécurité qui a travaillé comme chauffeur à l'infirmerie psychiatrique de la préfecture de police pour transporter des patients dans des hôpitaux, puis au commissariat de police du 19e arrondissement de Paris).